# Durham-Sud
Durham-Sud es un municipio canadiense situado en la provincia de Quebec.

## Superficie
Durham-Sud tiene una superficie de 92,64 km².

## Demografía
En 2021, tenía 1051 habitantes, una densidad poblacional de 11,3 hab./km², y 455 viviendas.